# Sonate K. 430
La sonate K. 430 (F.376/L.463) en ré majeur est une œuvre pour clavier du compositeur italien Domenico Scarlatti.

## Présentation
La sonate K. 430 en ré majeur, notée Non presto mà a tempo di ballo, est sautillante et parfaitement symétrique — le ballo étant un mouvement dansant stylisé. Le balancement commence l'œuvre avec ses deux doubles croches — qui évoquent moins une danse qu'un coucou, un motif par ailleurs souvent intégré chez les compositeurs de l'époque. Puis vient un appel insistant de la basse.
C'est l'une des œuvres les plus célèbres et parmi les plus enregistrées du compositeur.

## Manuscrits
Le manuscrit principal est le numéro 13 du volume X de Venise (1755), copié pour Maria Barbara ; l'autre étant la première sonate de Parme XII. Les autres sources sont Münster III 59, Vienne F 7 et le numéro 22 du manuscrit Ayerbe de Madrid (E-Mc, ms. 3-1408). Une copie figure à la Morgan Library, manuscrit Cary 703 no 23,.

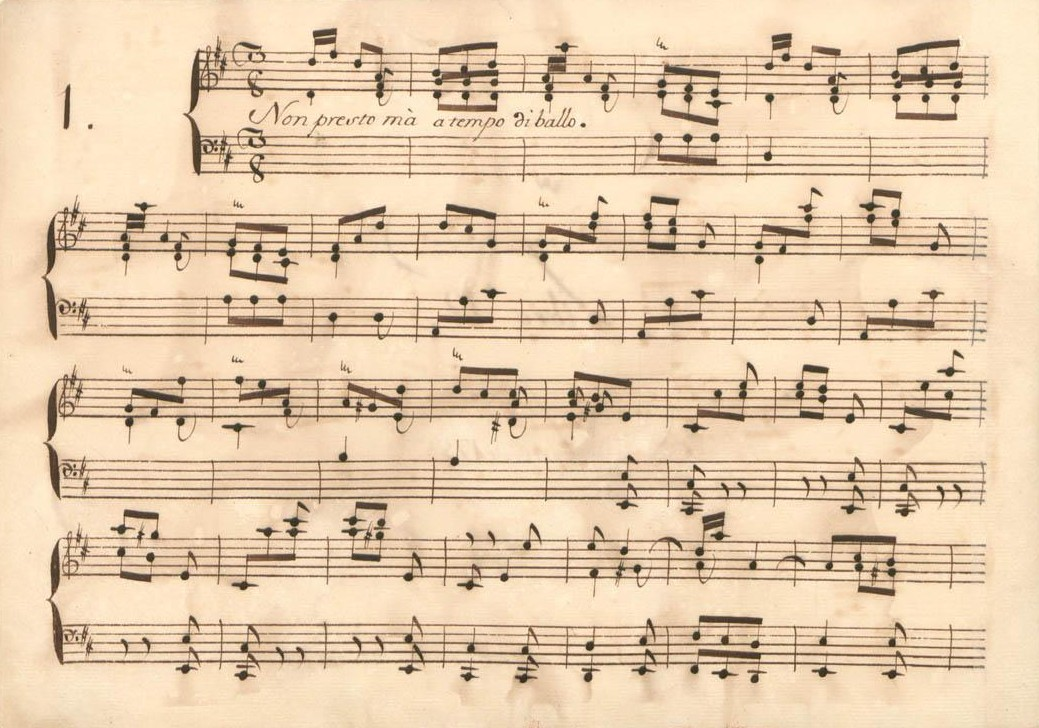
Parme XII 1.
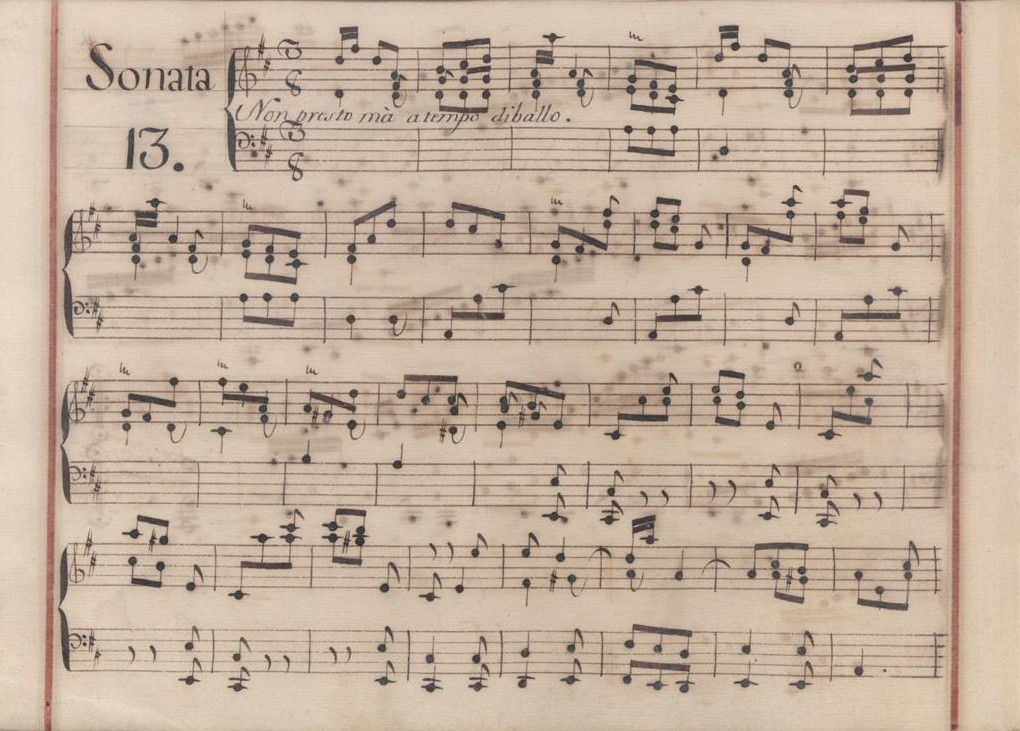
Venise X 13.
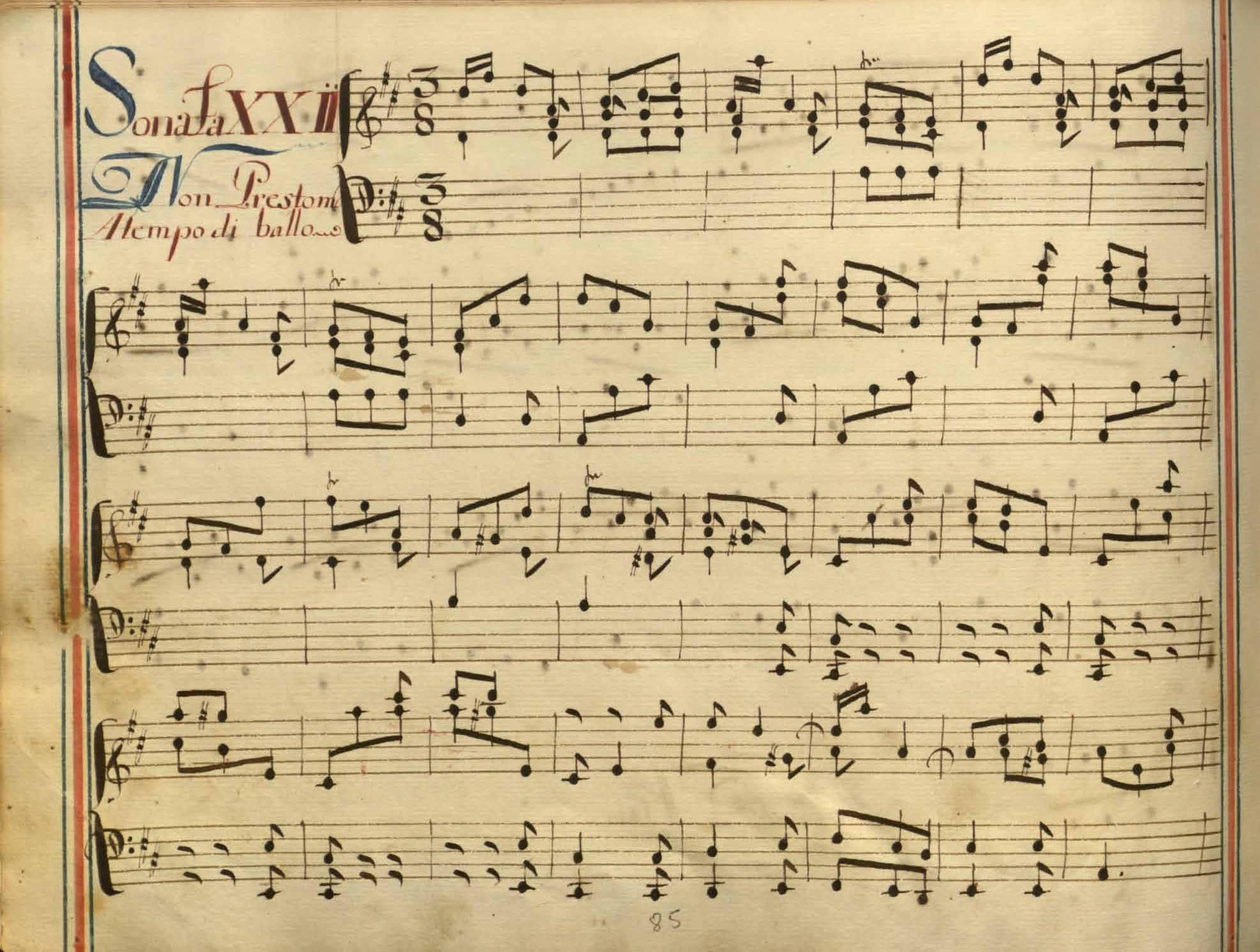
Madrid, Sonate no 22.

## Arrangement
La sonate K. 430 fait partie de la sélection d'œuvres orchestrées pour le ballet Le donne de buon umore de Vincenzo Tommasini en avril 1917 à Rome, et présenté par les Ballets russes de Serge de Diaghilev.

## Interprètes
La sonate K. 430 est souvent jouée au piano, notamment par Marcelle Meyer (1946 et 1954), Robert Casadesus (1952, EMI), Glenn Gould (1968, Sony), Anne Queffélec (1970, Erato), Nina Milkina (1973, Pye Records), Valerie Tryon (2000, APR), Dejan Lazić (2008, Channel Classics), Alexandre Tharaud (2010, Harmonia Mundi) et par la nouvelle génération de pianistes, tel Federico Colli (2018, Chandos) et Christian Ihle Hadland (2018, Simax).
Au clavecin, elle est interprétée par Wanda Landowska (1934), Blandine Verlet (1976, Philips) et Scott Ross (1985, Erato), Bob van Asperen (1991, EMI).
Eduardo Fernández l'a enregistrée à la guitare dans sa transcription (1993, Decca) et Marco Ruggeri (2006, MV Cremona) à l'orgue.

## Sources
: document utilisé comme source pour la rédaction de cet article.
- Ralph Kirkpatrick (trad. de l'anglais par Dennis Collins), Domenico Scarlatti, Paris, Lattès, coll. « Musique et Musiciens », 1982 (1re éd. 1953 (en)), 493 p. (OCLC 954954205, BNF 34689181).
- Alain de Chambure, « Domenico Scarlatti : Intégrale des sonates — Scott Ross », p. 221, Erato (2564-62092-2), 1985 (OCLC 891183737) .
- Guy Sacre, La musique pour piano : dictionnaire des compositeurs et des œuvres, vol. II (J-Z), Paris, Robert Laffont, coll. « Bouquins », 1998, 2429 p. (ISBN 978-2-221-08566-0).
- (es) Laura Cuervo Calvo, « El manuscrito Ayerbe : una fuente española de las sonatas de Domenico Scarlatti de mediados del siglo XVIII », Ad Parnassum, Ut Orpheus Edizioni, vol. 13, no 25,‎ avril 2015, p. 1–26 (ISSN 1722-3954, OCLC 1006521868, lire en ligne).
- (es) Celestino Yáñez Navarro (thèse), Nuevas aportaciones para el estudio de las sonatas de Domenico Scarlatti. Los manuscritos del Archivo de Música de las Catedrales de Zaragoza, Université autonome de Barcelone, 2016 (lire en ligne)